# Права людини в Греції
Права людини в Греції забезпечуються різними організаціями. Країна є підписантом Європейської конвенції з прав людини, Женевської конвенції про статус біженців та Конвенції ООН проти катувань. Грецька конституція також гарантує основні права людини всім грецьким громадянам.

## Amnesty International
Згідно з доповіддю Amnesty International за 2019 рік про стан справ у сфері прав людини у Греції, існують проблеми в таких сферах:
- Надмірне застосування сили, катування та інше жорстоке поводження з боку правоохоронних органів
- Порушення прав біженців, зокрема дітей
- Умови проживання біженців на території країни
- Доступ до житла та охорони здоров'я серед біженців
- Обмеження діяльності НУО
- Насилля проти жінок
- Дискримінація
- Доступ до охорони здоров'я серед громадян країни
- Порушення прав відмовників за ідейними міркуваннями[1]

## Державний департамент США
У звіті Державного департаменту США про права людини в Греції за 2019 рік було відзначено наступні проблеми:
- небезпечні умови для затриманих та персоналу у місцях позбавлення волі;
- криміналізація наклепу
- звинувачення у депортації біженців
- ґендерне насилля щодо жінок та дітей-біженців
- корупція
- злочини пов’язані з насильством або погрозами насильства спрямовані проти лесбійок, геїв, бісексуалів, трансгендерів чи інтерсексуалів (ЛГБТІ).[2]

## Міжнародні рейтинги
- Індекс демократії, 2019: 39 із 167.[3]
- Всесвітній індекс свободи преси, 2020: 65 зі 180.[4]
- Індекс людського розвитку, 2020: 32 зі 189.[5]

## Дивіться також
- Військовий призов у Греції
- Меншини в Греції
- Слов'яни в Греції